# Arctia rosea
Arctia rosea är en fjärilsart som beskrevs av Lorez 1904. Arctia rosea ingår i släktet Arctia och familjen björnspinnare. Inga underarter finns listade i Catalogue of Life.